# Carlgrenska skolan

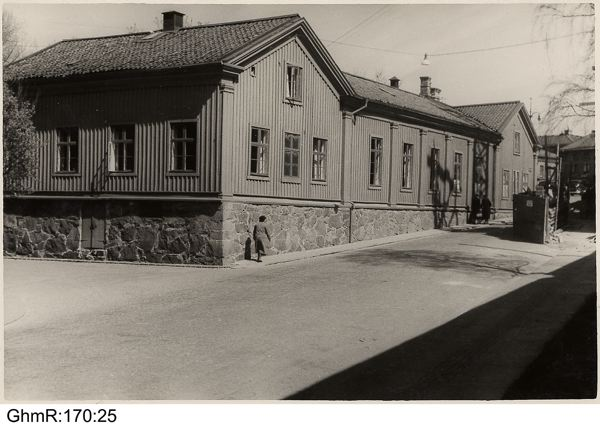
Carlgrenska skolan fotograferad år 1938 från Allmänna vägen med nuvarande Stigbergstorget i fonden.

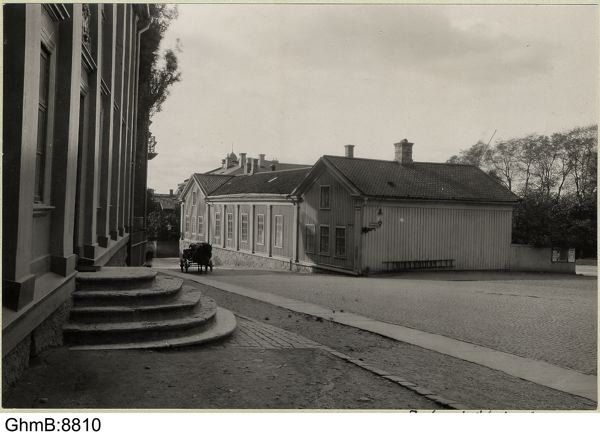
Carlgrenska skolan sedd uppifrån Stigbergstorget, cirka 1900. Till vänster syns trappen till Gathenhielmska huset.

Carlgrenska skolan, Majornas fattigfriskola eller Majornas växelundervisningsskola var en fattigfriskola i Göteborg som låg på tomten Allmänna vägen 1 och Karl Johansgatan 2, på den plats där den gamla biografen Kaparen ligger idag på Stigbergstorget.
Majornas fattigfriskola stiftades i augusti 1793. Skolan, som grundats av prästen i Karl Johans församling hade låtit sig inspireras av Willinska fattigfriskolan, som verkat i Stampen sedan 1767. Den 4 maj 1827 stod en ny skolbyggnad klar, med klassrum och lärarbostad på tomten vid Stigbergstorget. 1821 hade skolan bytt namn till Majornas WexelUndervisningsSkola eftersom man då började ägnade sig åt en pedagogik som kallades växelundervisning. En stor del av det nya skolhuset upptogs av en större skolsal, en så kallad lancastersal. På skolan använde man sig av denna pedagogik fram till 1864, då metoden förbjöds. Senare kom skolan att kallas Carlgrenska skolan efter dess föreståndare på 1830-talet, pastor Carl Carlgren.
Under koleraepidemin i Göteborg, år 1834, fungerade byggnaden som epidemisjukhus. Sjukhuset öppnade 4 augusti och hade då 50 sängar. Under de två första dagarna tog sjukhuset emot 78 patienter, varav 21 dog. Vid tiden för utbrottet bodde koleraläkaren Johan Niclas Jedeur mitt emot skolan på Allmänna vägen 2, i huset som idag är känt som Jedeurska huset.
1864 utnämndes Jenny Nyströms far, Daniel Nyström, till förstelärare på skolan och bodde då med familjen i lärarbostaden. Denna tjänst innehade han fram till 1884 då han avgick med pension. Skolbyggnaden revs 1938 för att ge plats åt biografen Kaparen.